# Barrio del Hospital
El barrio del Hospital es un barrio de Valladolid situado en el centro hacia el noreste de esa ciudad. Toma su nombre del Hospital Clínico Universitario de Valladolid que allí se encuentra. Anteriormente era denominado barrio de San Pedro Apóstol, por ser esta la parroquia en torno a la cual nació el barrio, y por eso también se le conoce con ese nombre a todo el conjunto (Barrio de San Pedro Apóstol o Barrio de Hospital-San Pedro Apóstol). Actualmente tiene 7.448 vecinos.

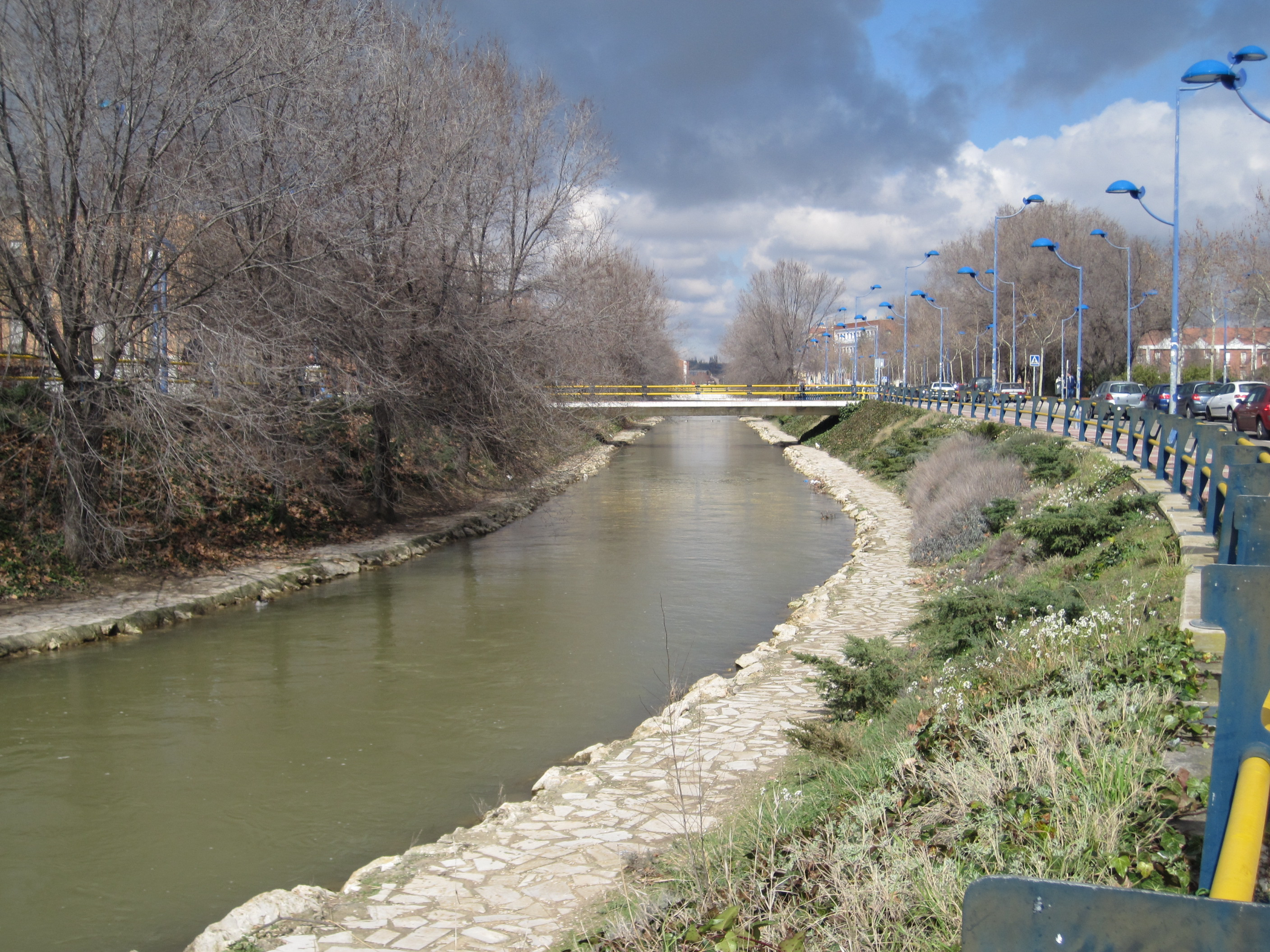
El río Esgueva a su paso por el barrio. En la imagen el barrio está a la izquierda.

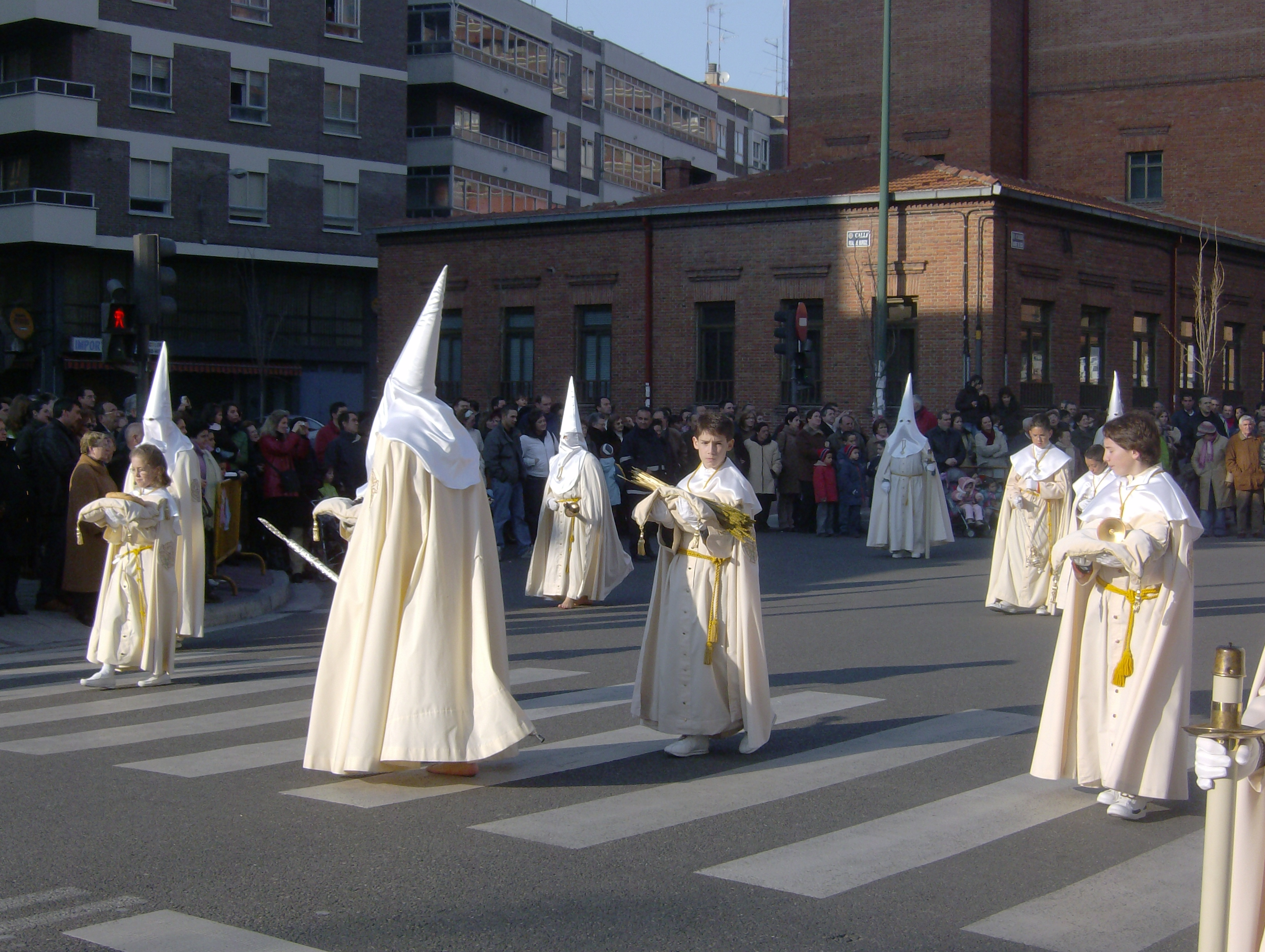
Desfile de la cofradía del barrio, llamada Cofradía Penitencial y Sacramental de la Sagrada Cena, durante la Semana Santa de Valladolid.

## Límites
Forma parte del distrito 8 de la ciudad junto con los barrios de La Rondilla, Sta. Clara-XXV Años de paz, San Pedro Regalado y Barrio España. 
Los límites según el Ayuntamiento de Valladolid los marcan las calles:  Calle Santa Clara, Avenida de Palencia, Paseo del Cauce (río Esgueva), Calle Nochevieja, Paseo Prado de la Magdalena, Avenida Ramón y Cajal, Calle Padilla, Calle Torrecilla y Calle Santa Clara. Es decir, limita al norte con San Pedro Regalado, al noroeste con  La Rondilla, oeste con San Pablo, al suroeste con Barrio de San Martín, al sur con Barrio de La Antigua, al este con Barrio de Las Batallas.

## Historia
Históricamente fue una zona situada a las afueras de la ciudad, donde sólo había iglesias, algún edificio administrativo y gran cantidad de huertas. Pero durante el siglo XX, debido al gran crecimiento demográfico de la ciudad principalmente en la década de los 50, los 60 y la de los 70 se edificaron gran cantidad de bloques de viviendas. Empezó con esta planificación urbanística en el Instituto Nacional de la Vivienda de España durante los años 50. 
El 13 de mayo de 1954, se entregaron las primeras casas del grupo de viviendas de San Pedro Apóstol. 
Entre 1971 y 1978 se construye y termina el hospital que le da nombre.
Posteriormente empieza a ser conocido más con el nombre de "Barrio del Hospital" que "Barrio de San Pedro Apóstol" sobre todo para evitar confundirle con el también vallisoletano "Barrio de San Pedro Regalado".
Actualmente es una zona universitaria donde se encuentran las facultades de Filosofía y Letras, Medicina y Empresariales (y otras como Derecho, Industriales o Económicas se encuentran en barrios cercanos), que forman parte del campus de la Universidad de Valladolid.

## Galería de Fotos

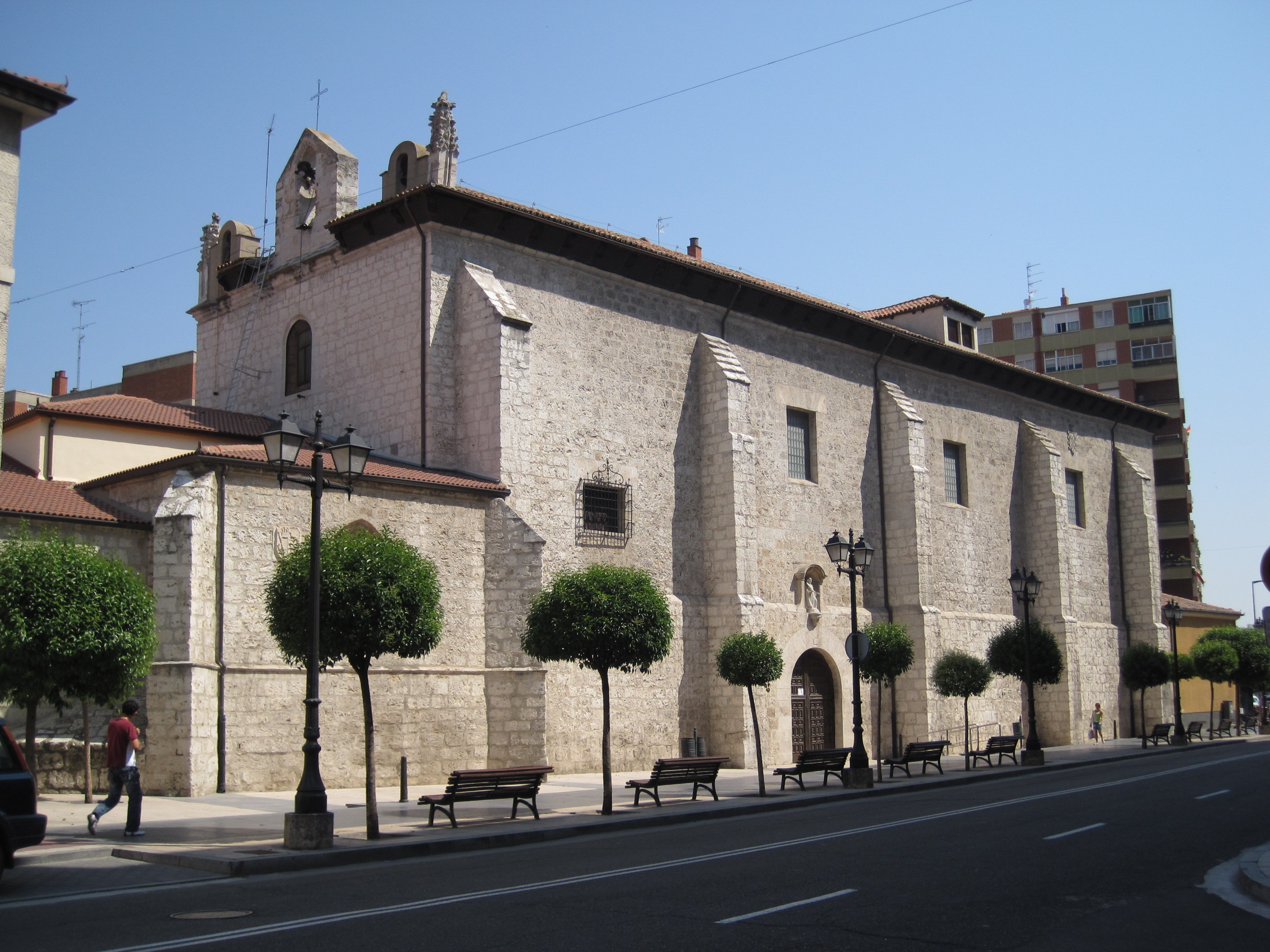
Iglesia de Santa Clara de Asís.
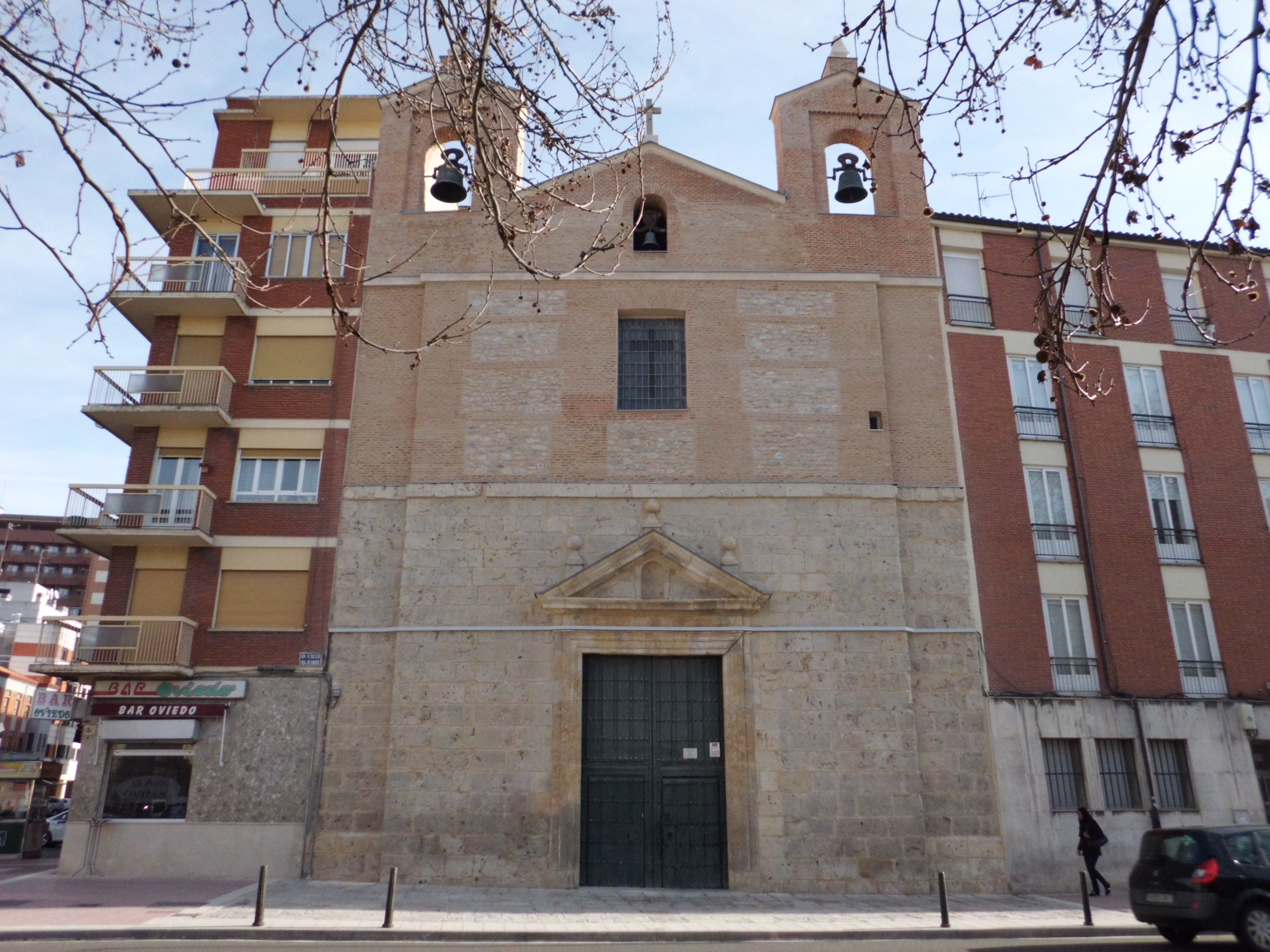
Iglesia de San Pedro Apóstol.
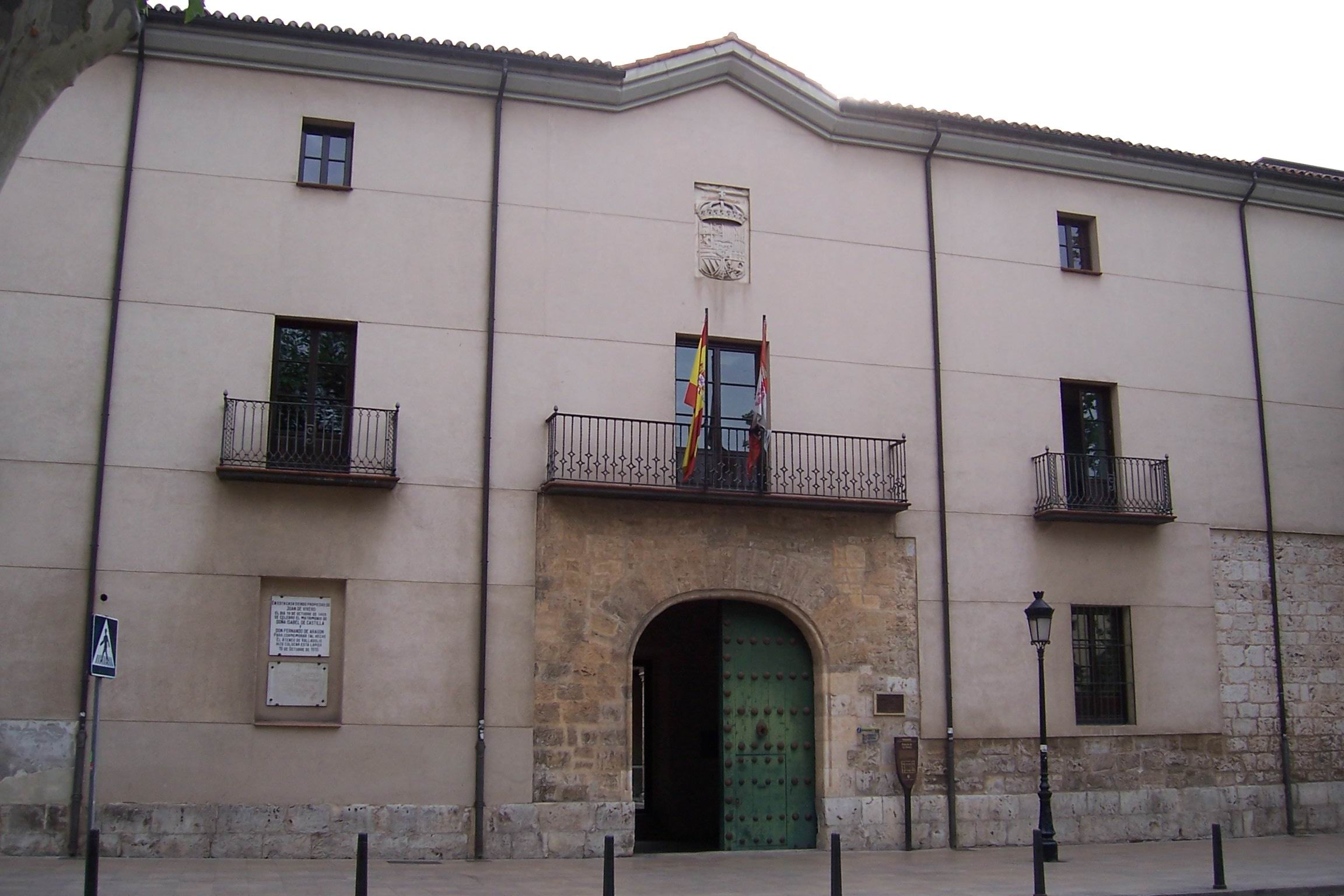
Palacio de los Vivero.
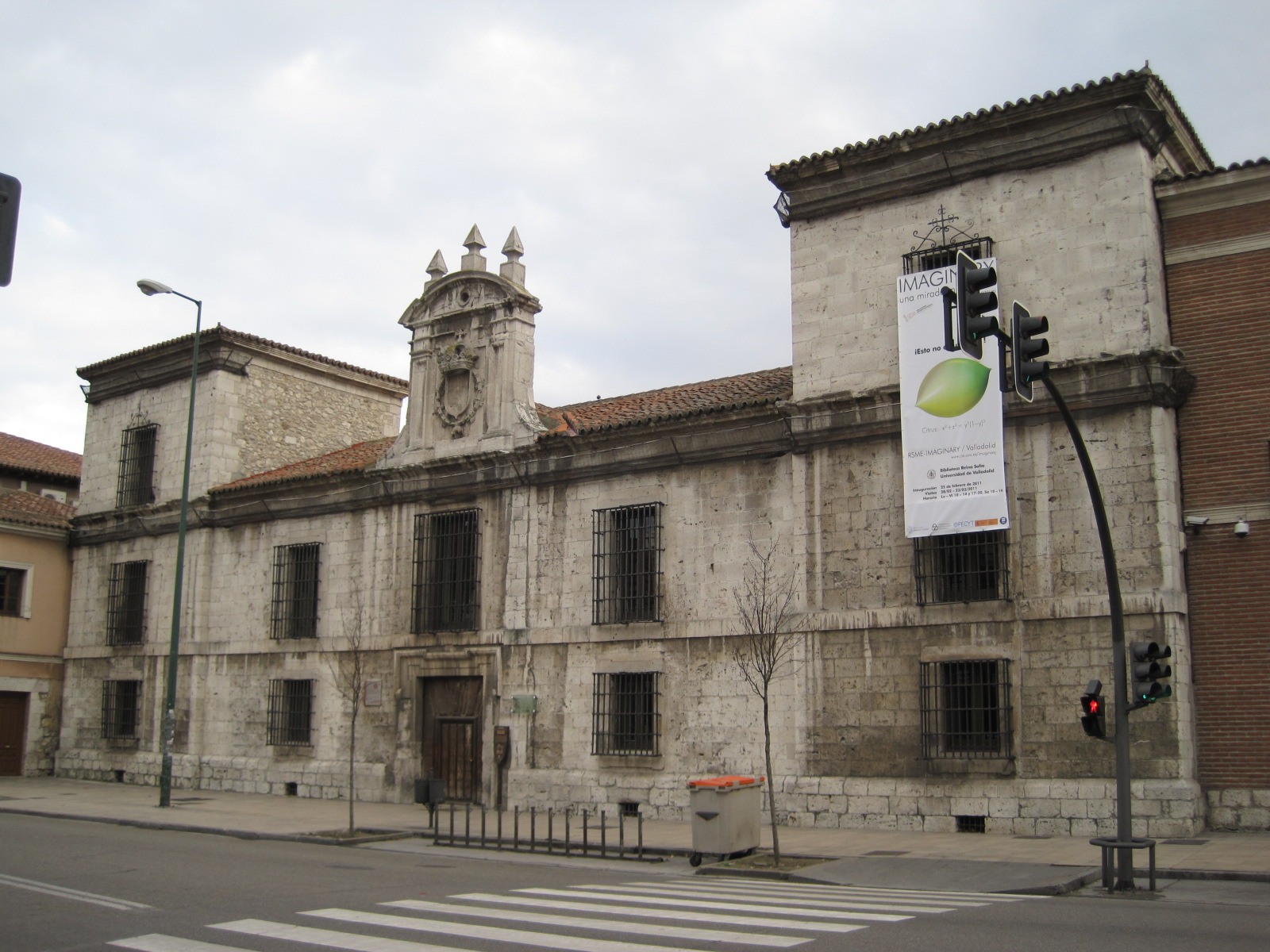
Cárcel Vieja de Valladolid (Ahora Biblioteca Reina Sofía).
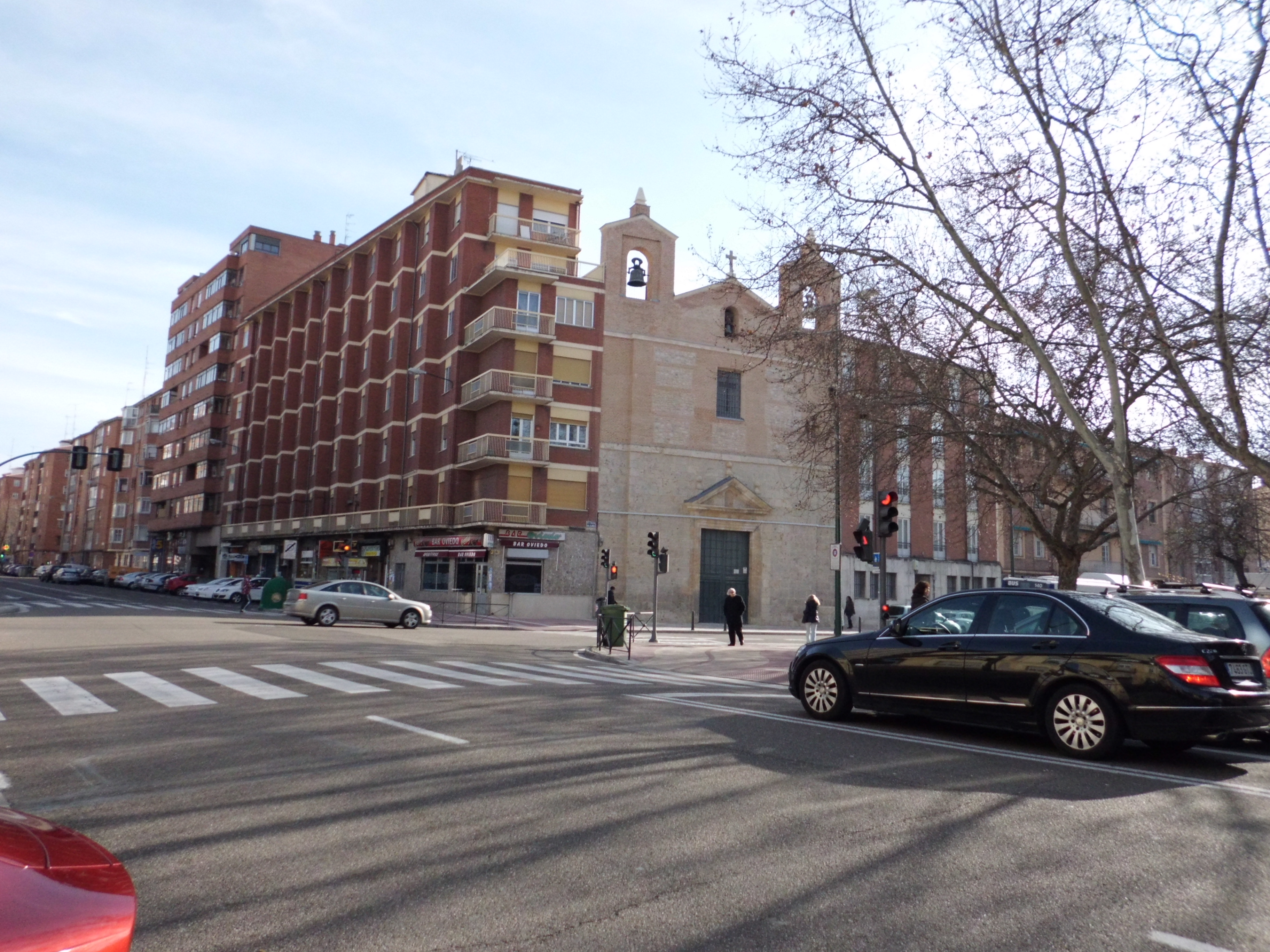
Cruce de la calle "Real de Burgos" con la calle "Madre de Dios".
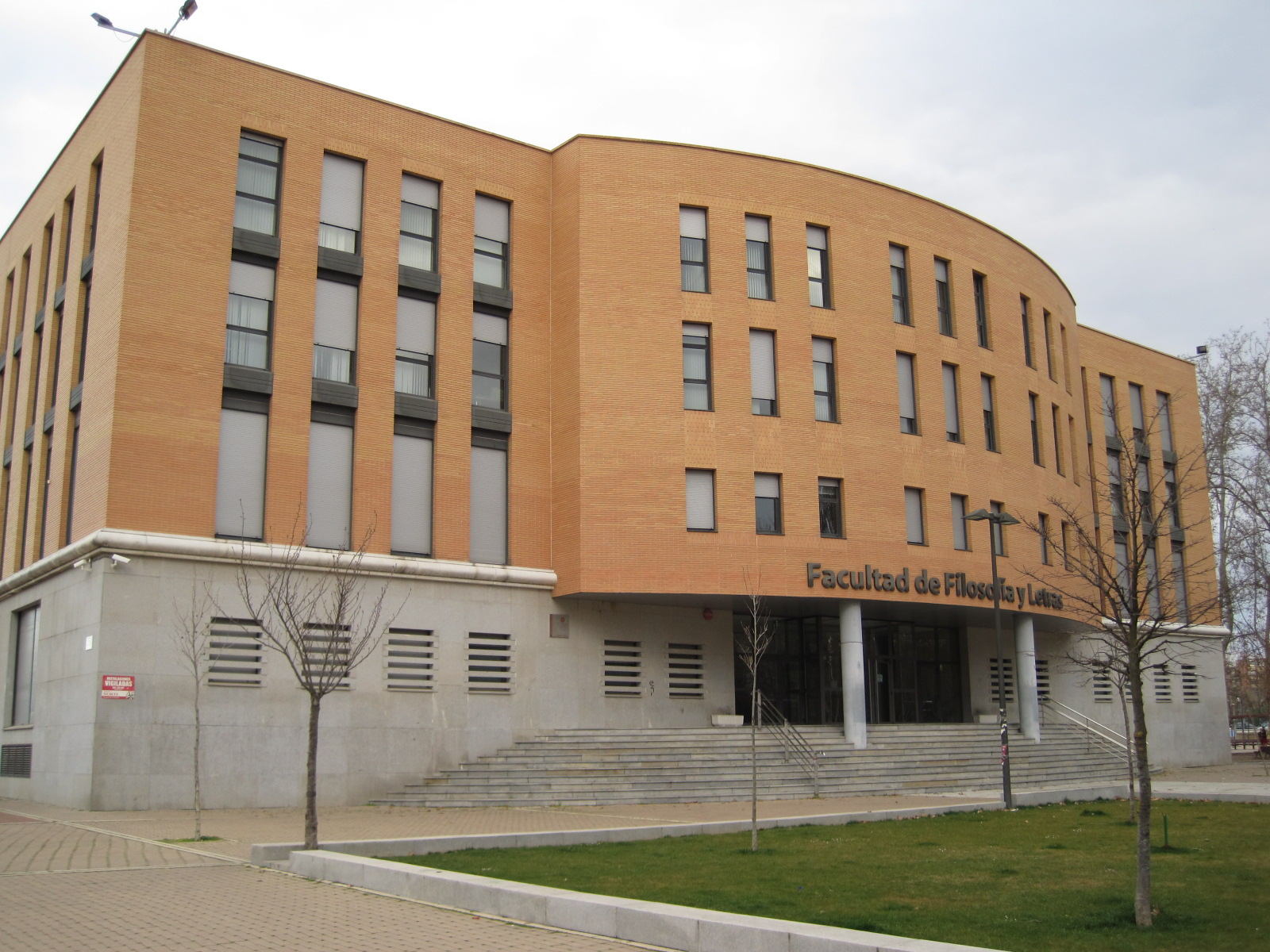
Facultad de Filosofía.
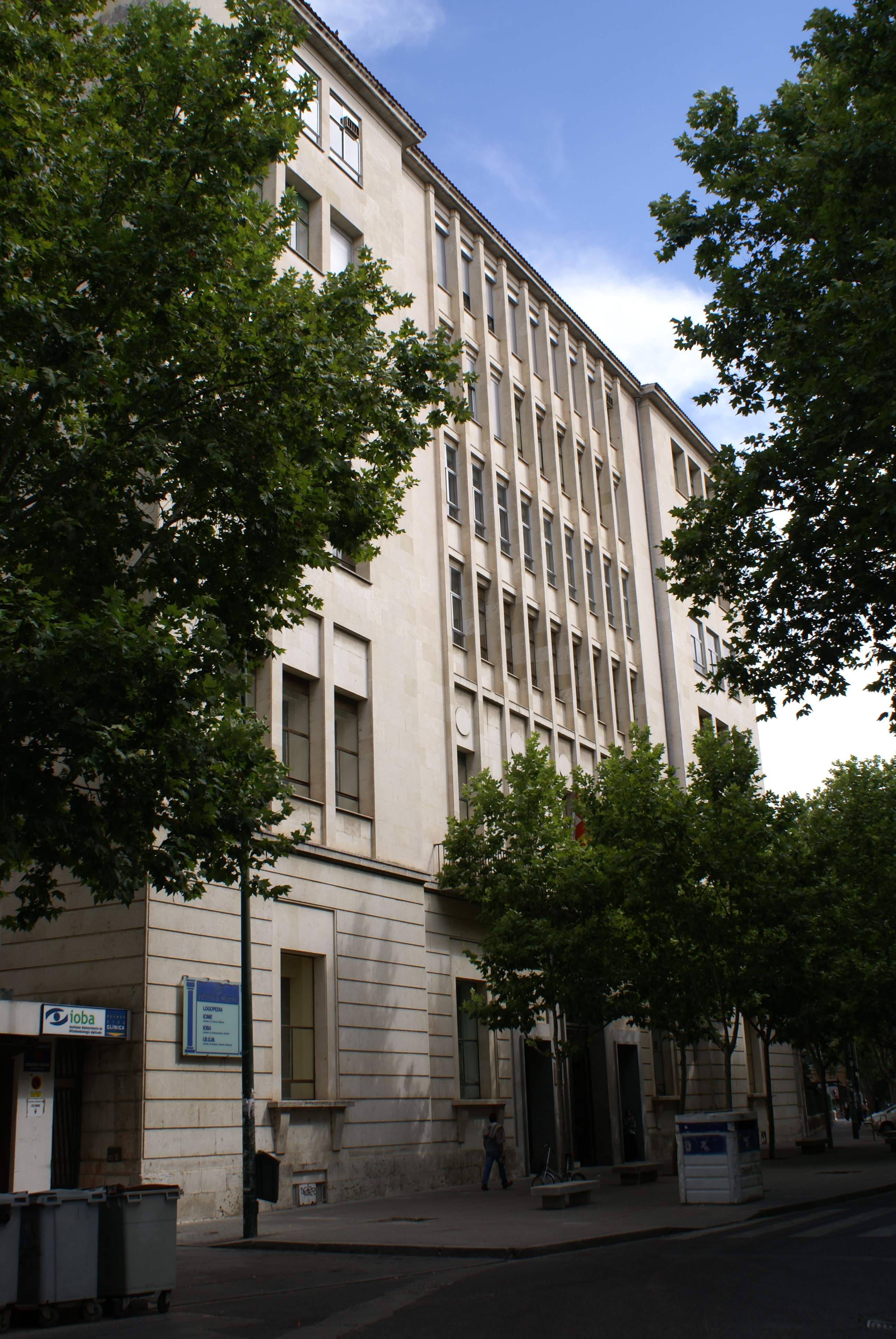
Facultad de Medicina.
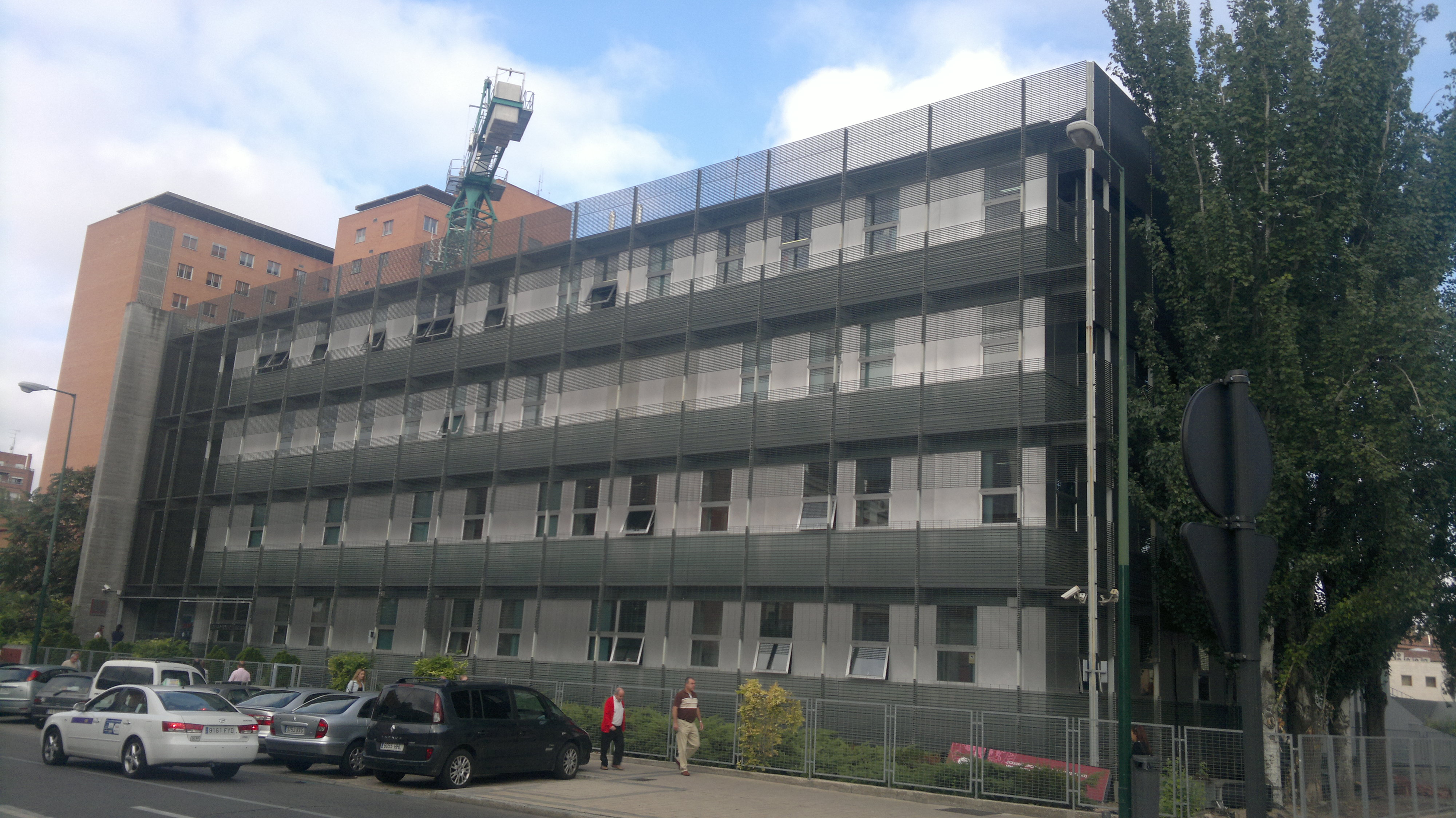
Instituto de Biología y Genética Molecular (IBGM)